# شهرک بن‌قاسم
بن‌قاسم تاون (به انگلیسی: Bin Qasim Town) یک منطقهٔ مسکونی در پاکستان است که در کراچی واقع شده‌است. بن‌قاسم تاون ۳۱۵٬۶۸۴ نفر جمعیت دارد.